# 2022年凯里高级曲棍球锦标赛
2022年凯里高级曲棍球锦标赛（Kerry Senior Hurling Championship）是凯里高级曲棍球锦标赛自1889年成立以来的第121届比赛。比赛的小组赛抽签于2022年5月26日举行，锦标赛于2022年6月24日至8月7日举行。
比赛决赛于2022年8月7日在特拉利的奥斯汀斯塔克公园举行，铜锣湾队以2比15比0比16获胜，第九次夺得总冠军，也是这只队伍三年来的首个冠军头衔。